# کردیت یوروپ بانک
کردیت یوروپ بانک (به انگلیسی: Credit Europe Bank) بانک هلندی است، که مالک شبکه‌ای از ۲۰۰ شعبه ارائه خدمات بانکداری خرد در منطقه یورو می‌باشد. 
کردیت یوروپ بانک در سال ۱۹۹۴ توسط حسنو اوزیگین و بانک ترکیه‌ای فایننس بانک، تحت نام فایننس بانک هلند تأسیس شد، که با مرکزیت شعبه آمستردام، وظیفه مدیریت بر شعبه‌های برون‌مرزی فایننس بانک را برعهده داشت. 
در سال ۲۰۰۷ کلیه شعبه‌های خارج از ترکیه این بانک توسط بانک مرکزی یونان خریداری شد، که در پی آن نام بانک نیز به کردیت یوروپ بانک تغییر پیدا کرد.
شعبه مرکزی این بانک در شهر آمستردام، هلند قرار دارد و بخشی از سهام آن در بازار بورس استانبول معامله می‌شود.